# Bescheinigung des Daueraufenthaltsrechts (Deutschland)

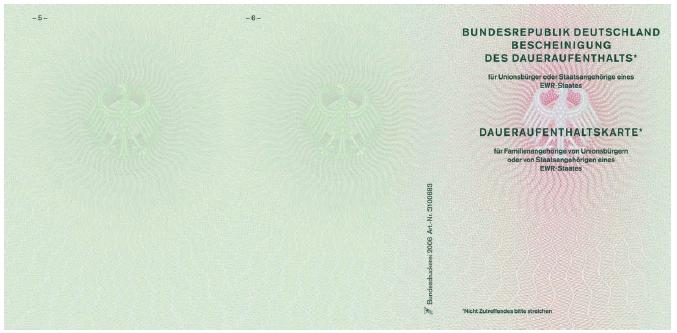
Bescheinigung des Daueraufenthalts (Vorderseite)

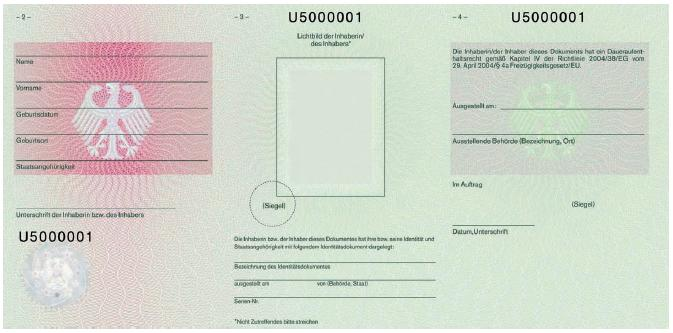
Bescheinigung des Daueraufenthalts (Rückseite)

Eine Bescheinigung des Daueraufenthaltsrechts (im amtlichen Vordruck und in der Altfassung des Gesetzes noch als Bescheinigung des Daueraufenthalts bezeichnet) ist in Deutschland eine amtliche Bestätigung für Staatsangehörige der Europäischen Union und des übrigen Europäischen Wirtschaftsraums (mithin auch für die Bürger von Island, Liechtenstein und Norwegen) über das Bestehen eines Daueraufenthaltsrechts in Deutschland. Nicht erteilt wird die Bescheinigung an Schweizer Bürger. Für sie verbleibt es bei der Aufenthaltserlaubnis-CH.

## Rechtsgrundlage, Ausstellungsvoraussetzungen
Rechtsgrundlage für die Bescheinigung des Daueraufenthaltsrechts ist für Unionsbürger § 5 Abs. 5 i. V. mit § 4 a FreizügG/EU, für die Staatsangehörigen der übrigen EWR-Staaten zusätzlich i. V. mit § 12 FreizügG/EU. Die Regelungen gehen europarechtlich auf die Unionsbürgerrichtlinie zurück.
Dieser Personenkreis benötigt für einen Aufenthalt in Deutschland seit Abschaffung der Freizügigkeitsbescheinigung kein Aufenthaltsdokument mehr, muss sich aber in den ersten fünf Jahren im Status eines Arbeitnehmers oder eines Selbstständigen befunden und damit von der europarechtlichen Arbeitnehmerfreizügigkeit, Niederlassungsfreiheit oder Dienstleistungsfreiheit Gebrauch gemacht haben. Er muss nicht während der gesamten Zeit Einkommen erzielt haben. Kurzzeitige Arbeitslosigkeit bei grundsätzlicher Suche nach einer neuen Beschäftigung (Meldung beim Jobcenter als arbeitssuchend) ist unschädlich. Der Arbeitnehmerstatus darf als solcher jedoch nicht grundsätzlich in Frage gestellt sein. Entsprechendes gilt für Selbstständige. Lebensunterhaltssicherung auf andere Weise (z. B. durch Altersrente oder Vermögen) genügt ebenfalls, wenn gleichzeitig ausreichender Krankenversicherungsschutz besteht.
Fünf Jahre nach Begründung des ständigen Aufenthalts in Deutschland im vorbeschriebenen Sinne ist ein gesetzliches Daueraufenthaltsrecht entstanden.
Mit dem Entstehen des Daueraufenthaltsrechts entfällt die Verpflichtung, einer Erwerbstätigkeit nachgehen zu müssen oder auf andere Art und Weise Lebensunterhaltssicherung zu erreichen, um sich weiter in Deutschland aufhalten zu dürfen. Das Daueraufenthaltsrecht wird nach dem fünften Aufenthaltsjahr ohne Erfüllung dieser Voraussetzungen gewährt (§ 4 a Abs. 1 FreizügG/EU). Auch der dauerhaft einkommenslos gewordene EWR-Bürger besitzt das Daueraufenthaltsrecht. Das Daueraufenthaltsrecht wird in bestimmten Fällen auch schon früher erworben (§ 4 a Abs. 2 FreizügG/EU).

## Familienangehörige
- Familienangehörige von EWR-Bürgern erwerben das Daueraufenthaltsrecht und erhalten die gleiche Bescheinigung, wenn sie selbst EWR-Bürger sind.
- Familienangehörige mit einer Drittstaatsangehörigkeit sind daueraufenthaltsberechtigt, wenn sie sich fünf Jahre mit dem EWR-Bürger ständig rechtmäßig in Deutschland aufgehalten haben (§ 4 a Abs. 1 Satz 2 FreizügG/EU). Sie erhalten dann eine Daueraufenthaltskarte.
- Familienangehörige von einem deutschen Staatsangehörigen, der nie von seiner europarechtlichen Freizügigkeit Gebrauch gemacht hat (mithin ständig in Deutschland gelebt hat), erhalten keine Bescheinigung des Daueraufenthaltsrechts und auch keine Daueraufenthaltskarte, weil sich ihr Aufenthaltsrecht allein nach dem Aufenthaltsgesetz bestimmt. Für sie kommt ein Daueraufenthaltsrecht in Form der Niederlassungserlaubnis oder in Form der Erlaubnis zum Daueraufenthalt-EG in Betracht. Hiervon betroffen ist im Allgemeinen nur der Ehe- oder Lebenspartner des Deutschen, weil die gemeinsamen Kinder von dem deutschen Elternteil (jedenfalls auch) die deutsche Staatsangehörigkeit erworben haben.

## Rechtscharakter
Die Bescheinigung des Daueraufenthaltsrechts ist – genauso wie die frühere Freizügigkeitsbescheinigung – kein Aufenthaltstitel nach dem Aufenthaltsgesetz und begründet als solche auch kein Daueraufenthaltsrecht, sondern bestätigt dieses lediglich. Das Daueraufenthaltsrecht entsteht bereits mit Erfüllung der gesetzlichen Anspruchsvoraussetzungen. Die Ausstellung der Bescheinigung hat daher nur deklaratorische Wirkung und ist kein Verwaltungsakt. Das Daueraufenthaltsrecht ist auf Antrag unverzüglich zu bescheinigen (§ 5 Abs. 5 FreizügG/EU).

## Verlust des Daueraufenthaltsrechts
Das Daueraufenthaltsrecht erlischt gem. § 4a Abs. 7 FreizügG/EU qua Gesetz, sofern sich der Inhaber, aus ihrer Natur nach nicht nur vorübergehenden Gründen, für mehr als zwei aufeinanderfolgende Jahre außerhalb der Bundesrepublik Deutschland aufhält.
Das Daueraufenthaltsrecht kann darüber hinaus auch verloren gehen, wenn die Behörde den Verlust durch Verwaltungsakt festgestellt hat. Eine Verlustfeststellung darf nach Erwerb des Daueraufenthaltsrechts nur aus schwerwiegenden Gründen getroffen werden (§ 6 Abs. 4 FreizügG/EU). Eine Verlustfeststellung darf bei EWR-Bürgern, die ihren Aufenthalt in den letzten zehn Jahren in Deutschland hatten, und bei Minderjährigen nur aus zwingenden Gründen der öffentlichen Sicherheit getroffen werden. Für Minderjährige gilt dies nicht, wenn der Verlust des Aufenthaltsrechts zum Wohl des Kindes notwendig ist. Zwingende Gründe der öffentlichen Sicherheit können nur dann vorliegen, wenn der Betroffene wegen einer oder mehrerer vorsätzlicher Straftaten rechtskräftig zu einer Freiheits- oder Jugendstrafe von mindestens fünf Jahren verurteilt oder bei der letzten rechtskräftigen Verurteilung Sicherungsverwahrung angeordnet wurde, wenn die Sicherheit der Bundesrepublik Deutschland betroffen ist oder wenn vom Betroffenen eine terroristische Gefahr ausgeht (§ 6 Abs. 5 FreizügG/EU).

## Elektronischer Aufenthaltstitel
Von dem am 1. September 2011 in Deutschland eingeführten elektronischen Aufenthaltstitel sind EWR-Staatsangehörige nicht betroffen. Die Bescheinigung des Daueraufenthalts wird weiterhin in Papierform erteilt.

## Kosten
Für die Ausstellung einer Bescheinigung des Daueraufenthalts werden 8 Euro, ab 1. September 2017 10 Euro, erhoben (§ 47 Abs. 3 Satz 4 AufenthV).

## Andere Daueraufenthaltsrechte
Die Bescheinigung des Daueraufenthaltsrechts darf nicht mit anderen Dokumenten des Aufenthaltsrechts verwechselt werden:
- die Erlaubnis zum Daueraufenthalt-EU – diese Erlaubnis erhalten Drittstaatsangehörige in Deutschland, die die Voraussetzungen für ein europarechtliches Aufenthaltsrecht nach der Richtlinie 2003/109/EG (Daueraufenthaltsrichtlinie) erfüllen und mit dieser Erlaubnis auch in jedem anderen Mitgliedstaat der Europäischen Union ein Aufenthaltsrecht beanspruchen können. Sie ist ein förmlicher Aufenthaltstitel gemäß § 4 Abs. 1 Satz 2 Nr. 4 AufenthG.

- die Daueraufenthaltskarte – ein Daueraufenthaltsrecht für Familienangehörige eines EWR-Bürgers mit Staatsangehörigkeit eines Drittstaates. Sie ist kein Aufenthaltstitel nach dem AufenthG. Rechtsgrundlage ist § 5 Abs. 5 Satz 2 FreizügG/EU.

- Niederlassungserlaubnis – ein nationales Daueraufenthaltsrecht für Drittstaatsangehörige ohne irgendwie gearteten Bezug zur europarechtlichen Freizügigkeit. Sie ist ein förmlicher Aufenthaltstitel gemäß § 4 Abs. 1 Satz 2 Nr. 3 AufenthG.